# Osiedle Krasickiego
Osiedle Ignacego Krasickiego – osiedle położone w północnej części Kórnika, zajmuje obszar pomiędzy ulicami Stanisława Staszica a Ignacego Krasickiego. Zabudowę stanowią bloki wielorodzinne.